# Nikolai Pawlowitsch Rjabuschinski
Nikolai Pawlowitsch Rjabuschinski (russisch Николай Павлович Рябушинский; * 12. Maijul. / 24. Mai 1877greg. in Moskau; † 1951 in Nizza) war ein russischer Publizist, Kunstsammler, Dichter, Maler und Mäzen.

## Leben
Rjabuschinski war der fünfte Sohn des altgläubigen Unternehmers Pawel Michailowitsch Rjabuschinski. Seine Mutter Alexandra Stepanowna war die Tochter  des reichen Getreidehändlers Stepan Tarassowitsch Owssjannikow, der 1874 wegen Brandstiftung bei einem Konkurrenten zu Freiheitsverlust verurteilt wurde. Rjabuschinski absolvierte die Moskauer Akademie für Angewandte Handelswissenschaften. Darauf trat er im Gegensatz zu seinen älteren Brüdern nicht in das väterliche Familienunternehmen ein, sondern verkaufte nach dem Tode seines Vaters 1899 seinen Anteil am Familienunternehmen und lebte von seinem Vermögen, um sich der Kunst und Literatur zu widmen.
Von 1906 bis 1909 gab Rjabuschinski die Kunstzeitschrift Goldenes Vlies heraus, mit der er die Mir Iskusstwa und den Austausch neuer Ideen förderte. Mit seiner Orientierung auf Giotto di Bondone, William Shakespeare und Johann Sebastian Bach positionierte er sich zwischen dem realistischen Symbolismus und der religiösen Erfahrung. 1907 organisierte er eine Kunstausstellung für die neue von Pawel Warfolomejewitsch Kusnezow 1907 gegründete Symbolistengruppe Blaue Rose, deren Mitglied er wurde. Die Ausstellung fand im Haus des Porzellanfabrikanten Matwei Sidorowitsch Kusnezow statt. Weitere Ausstellungen folgten. Eine Ausgabe seiner Zeitschrift widmete Rjabuschinski der Kunstsammlung Pjotr Iwanowitsch Schtschukins. Auch legte er sich wie sein Bruder Michail eine Sammlung zeitgenössischer russischer und französischer Gemälde an. Er malte selbst, wobei er sich von Sergei Arsenjewitsch Winogradow beraten ließ. Er unterstützte Maler und bestellte bei ihnen Porträts von zeitgenössischen Schriftstellern. So schuf Konstantin Andrejewitsch Somow das Porträt von Alexander Alexandrowitsch Blok und Michail Alexandrowitsch Wrubel das Porträt von Waleri Jakowlewitsch Brjussow.

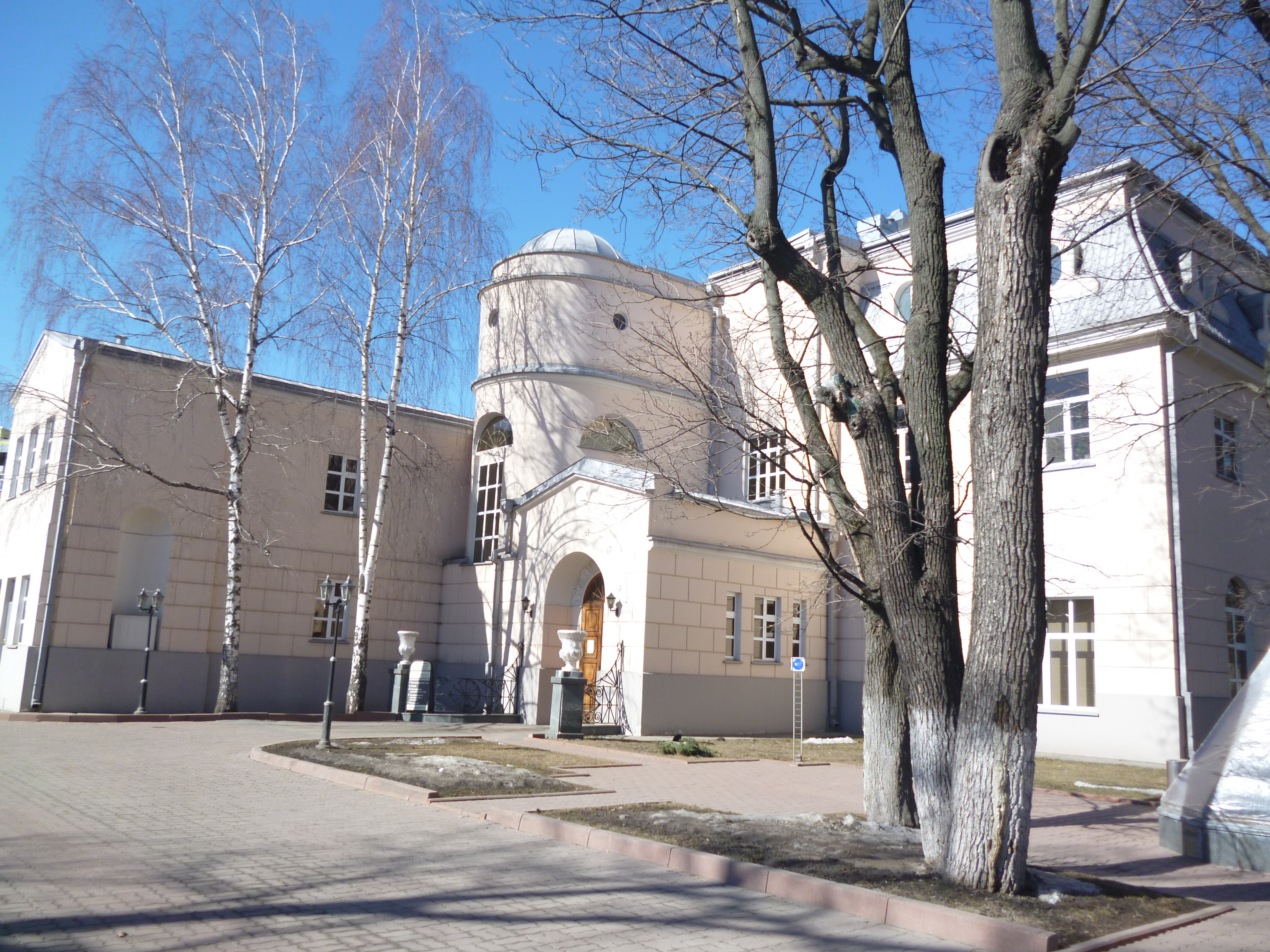
Rjabuschinski-Villa Schwarzer Schwan

Im Moskauer Petrowski-Park neben dem Petrowsker Palais ließ sich Rjabuschinski von den Architekten Wladimir Dmitrijewitsch Adamowitsch und Wladimir Matwejewitsch Majat die extravagante neoklassizistische Villa Schwarzer Schwan mit exotischer Ausstattung bauen (1907–1910).
1909 waren Rjabuschinskis Mittel erschöpft, so dass er 1911 einen Teil seiner Kunstsammlung, hauptsächlich Werke alter Meister, versteigern lassen musste. Seine kleine Ikonensammlung verkaufte er an Alexei Wikulowitsch Morosow. Seine Villa wurde 1914 durch einen Brand verwüstet, so dass viele kostbare Kunstwerke verloren waren. Unter dem Pseudonym N. Schinski veröffentlichte er mehrere Gedichtbände. 1916 besuchte er New York und ließ sich dann in St. Petersburg nieder. Nach der Oktoberrevolution emigrierte er 1922 nach Frankreich. In Nizza eröffnete er das Antiquitätengeschäft La Rose bleue.